# Penstemon lemhiensis
Penstemon lemhiensis là một loài thực vật có hoa trong họ Mã đề. Loài này được (D.D. Keck) D.D. Keck & Cronquist mô tả khoa học đầu tiên năm 1957.